# سما دبي
سما دبي، قناة إماراتية تتبع مؤسسة دبي للإعلام وهي شراكة بين رجل أعمال إماراتي وتلفزيون دبي، حيث يمتلك تلفزيون دبي 50% من نصيب الشراكة. تبث على مدى 24 ساعة في اليوم على السواتل الفضائية عرب سات ونايل سات والهوتبيرد. تختص القناة بالشأن المحلي للإمارات العربية المتحدة أصدرت القناة في 20 يونيو 2005، من مقدمات البرامج علياء الشمري.
في رمضان 2014 تم تشغيل القناة بجودة HD ترددها 12418-30000-أفقي.

## وصلات خارجية
- الموقع الرسمي
- الموقع الرسمي لمؤسسة دبي للإعلام
- شاهد سما دبي مباشرة